# Leszek Dunecki
Leszek Ryszard Dunecki (Toruń, 2 ottobre 1956) è un ex velocista polacco.

## Biografia
Nel 1978 vinse la medaglia d'oro ai campionati europei di Praga con la staffetta 4×100 metri.
L'anno seguente vinse la medaglia d'argento sia nei 100 che nei 200 metri alle Universiadi di Città del Messico. In particolare, nella gara sui 200 metri stabilì il record nazionale col tempo di 20"24 giungendo alle spalle di Pietro Mennea che in quell'occasione fece segnare il tempo di 19"72, nuovo record mondiale. 
Partecipò alle Olimpiadi di Mosca 1980 dove vinse la medaglia d'argento con la staffetta 4×100 m correndo con Krzysztof Zwoliński, Zenon Licznerski e Marian Woronin; nelle gare individuali giunse sesto sui 200 metri, mentre fu eliminato nei quarti di finale dei 100 m. 
Nel 1979 e nel 1981 contribuì alla vittoria della staffetta polacca in Coppa Europa; nel 1981, con il quartetto polacco in rappresentanza dell'Europa, vinse anche in Coppa del mondo.

## Palmarès
| Anno | Manifestazione  | Sede              | Evento      | Risultato        | Prestazione | Note  |
| ---- | --------------- | ----------------- | ----------- | ---------------- | ----------- | ----- |
| 1978 | Europei         | Praga             | 100 m piani | 5º               | 10"43       |       |
| 1978 | Europei         | Praga             | 200 m piani | 4º               | 20"68       |       |
| 1978 | Europei         | Praga             | 4×100 m     | Oro              | 38"58       |       |
| 1979 | Europei indoor  | Vienna            | 60 m piani  | Argento          | 6"62        |       |
| 1979 | Universiadi     | Città del Messico | 100 m piani | Argento          | 10"30       | [ 1 ] |
| 1979 | Universiadi     | Città del Messico | 200 m piani | Argento          | 20"24       | [ 1 ] |
| 1980 | Giochi olimpici | Mosca             | 100 m piani | Quarti di finale | 10"40       | [ 2 ] |
| 1980 | Giochi olimpici | Mosca             | 200 m piani | 6º               | 20"68       | [ 3 ] |
| 1980 | Giochi olimpici | Mosca             | 4×100 m     | Argento          | 38"33       | [ 4 ] |

## Altre competizioni internazionali
1979
- Oro in Coppa Europa ( Torino), 4×100 m - 38"47
- Argento in Coppa del mondo ( Montréal), 200 m piani - 20"50
- Bronzo in Coppa del mondo ( Montréal), 4×100 m - 38"85

1981
- Oro in Coppa Europa ( Zagabria), 4×100 m - 38"66
- Oro in Coppa del mondo ( Roma), 4×100 m - 38"73